# Воронья битва
Воронья битва (нем. Rabenschlacht; также Равеннская битва или Равеннская осада) — борьба между войсками короля Италии Одоакра и остготского короля Теодориха Великого за итальянский город Равенну (нем. Raben, дословно — «вороны») в 491—493 годах.

## Исторические источники
Основными нарративными источниками об осаде Равенны являются «Аноним Валезия» и «Война с готами» Прокопия Кесарийского. Сведения, связанные с событиями осады, также содержатся в некоторых других раннесредневековых хрониках (в том числе, в трудах Иоанна Антиохийского и Марцеллина Комита).

## Ход борьбы
После вторжения остготов в Италию в 489 году Одоакр потерпел от Теодориха Великого несколько серьёзных поражений. Разгром в сражении на Адде в августе 490 года заставил Одоакра укрыться в своей столице Равенне вместе с оставшимися верными ему скирами и герулами. После этого город был осаждён войском остготов. Хотя число осаждённых было значительно меньше, чем осаждавших, сильные городские укрепления не позволили войску Теодориха овладеть Равенной штурмом. Сопротивлению осаждённых способствовало и бесперебойное снабжение города продовольствием морским путём, так как остготы, не имевшие кораблей, сначала не сумели организовать полную блокаду Равенны.
Одновременно с ведением осады Теодорих Великий предпринимал усилия для установления своей власти над землями Апеннинского полуострова. Отчасти военными, отчасти дипломатическими мерами королю остготов к концу 491 года удалось установить контроль над большей частью Италии. Его власть признал римский сенат и многие представители римской знати. Для подтверждения статуса Теодориха как представителя императора Византии в Италии в Константинополь было отправлено посольство во главе с сенатором Фестом. Благодаря стараниям Кассиодора Старшего, власть короля остготов распространилась даже на Сицилию. В это же время удалось отбить и тех из варваров, которые нападали на земли Италии: в свои владения возвратились разграбившие Лигурию бургунды короля Гундобада, а в Южной Италии было разгромлено войско вандалов.
Осаждённый в Равенне Одоакр несколько раз безуспешно пытался снять осаду с города. Одна из них, предпринятая в ночь с 9 на 10 июня 491 года, привела к тяжёлым потерям с обеих сторон. В бою погиб военный магистр Одоакра Ливила и многие из герулов.
29 августа 492 года, благодаря соглашению с жителями Римини, предоставившими остготам свои суда, Теодориху удалось установить блокаду Равенны и с моря. В результате к концу зимы 493 года, когда у осаждённых стали заканчиваться запасы продовольствия, в городе начался голод. Одоакр предпринял еще одну попытку прорыва (легендарная Битва воронов), но она провалилась. Поэтому 25 февраля он согласился начать мирные переговоры с Теодорихом Великим.
25 февраля 493 года при посредничестве епископа Равенны Иоанна III между Одоакром и Теодорихом Великим был заключён мирный договор на условиях их совместного владение как Равенной, так и всей Италией. 5 марта состоялся торжественный въезд Теодориха в город, а уже 15 марта Одоакр был собственноручно убит королём остготов. Это событие положило конец «королевству Одоакра».
К концу 493 года под властью Теодориха Великого была уже вся территория Апеннинского полуострова. Этим было положено начало существования Остготского королевства в Италии.

## Отражение в эпосе
Кровопролитные битвы эпохи Великого переселения народов надолго сохранились в памяти народов центральной Европы. Их отражения можно найти в сагах о Дитрихе Бернском (историческом Теодорихе), в сообщении о борьбе Виттиха с братьями Дитриха и сыновьями Этцеля (Аттилы), а также о мести Дитриха. Собственно Rabenschlacht (Воронья битва) и является названием средневерхненемецкого эпического сочинения, относящегося к XIII столетию и входящего в «цикл Дитриха Бернского». Упоминание об обстоятельствах Вороньей битвы можно найти и в героической немецкой средневековой «Песне о Хильдебранде».